# Bukan
Bukan, buk południowy, notofagus (Nothofagus Blume) – rodzaj roślin z monotypowej rodziny bukanowatych (Nothofagaceae Kuprian.). Obejmuje w zależności od ujęcia systematycznego 35, 36, 38 lub 43 gatunki. Do rodzaju tego należą zarówno drzewa zimozielone, jak i zrzucające liście. Występują one na półkuli południowej i są tam odpowiednikiem buka z półkuli północnej. Drzewa te są ważnym źródłem surowca drzewnego – pod tym względem tylko eukaliptus ma większe znaczenie na półkuli południowej.

## Występowanie
Współcześnie bukany występują od Nowej Gwinei, poprzez wschodnią Australię, Nową Zelandię po południową część Ameryki Południowej. To rozmieszczenie jest związane z długą historią tego rodzaju. W zapisie kopalnym od późnej kredy znanych jest wiele liści, kupul i pyłku bukanów, ukazujących że miał on dawniej większy zasięg. Bukany wywodzą się z prehistorycznego superkontynentu Gondwany, którego częściami były m.in. Australia, Nowa Zelandia, Antarktyda i Ameryka Południowa. W przeszłości bukany rosły także na Antarktydzie i dopiero 3–4 miliony lat temu zlodowacenie doprowadziło do ich wymarcia na tym kontynencie.

## Morfologia

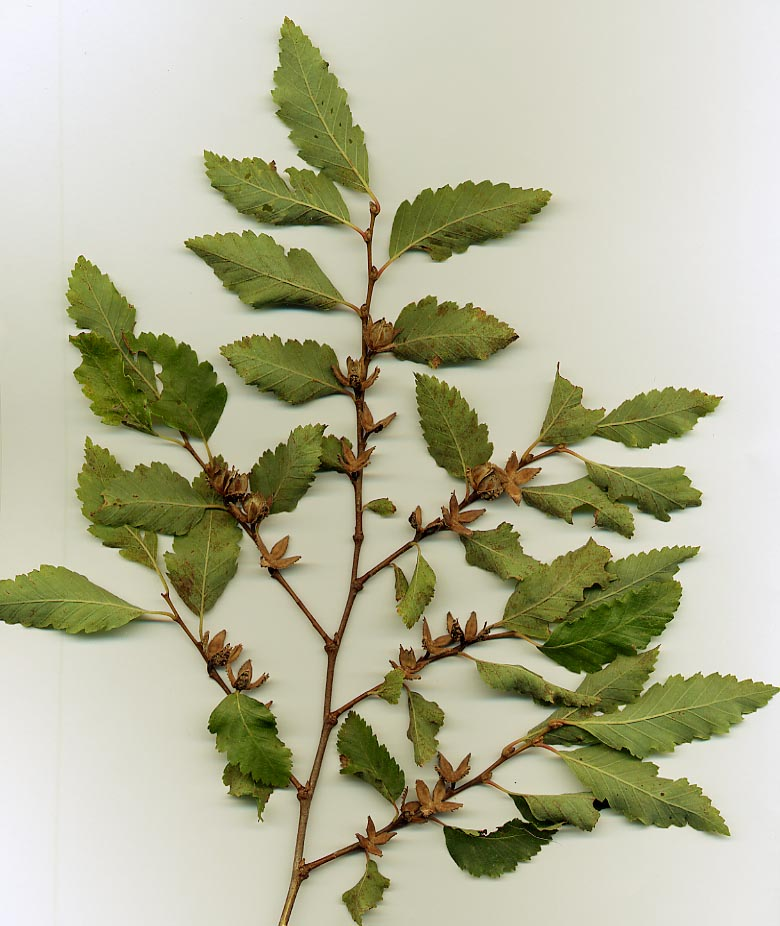
Pęd z liśćmi i kupulami Nothofagus obliqua

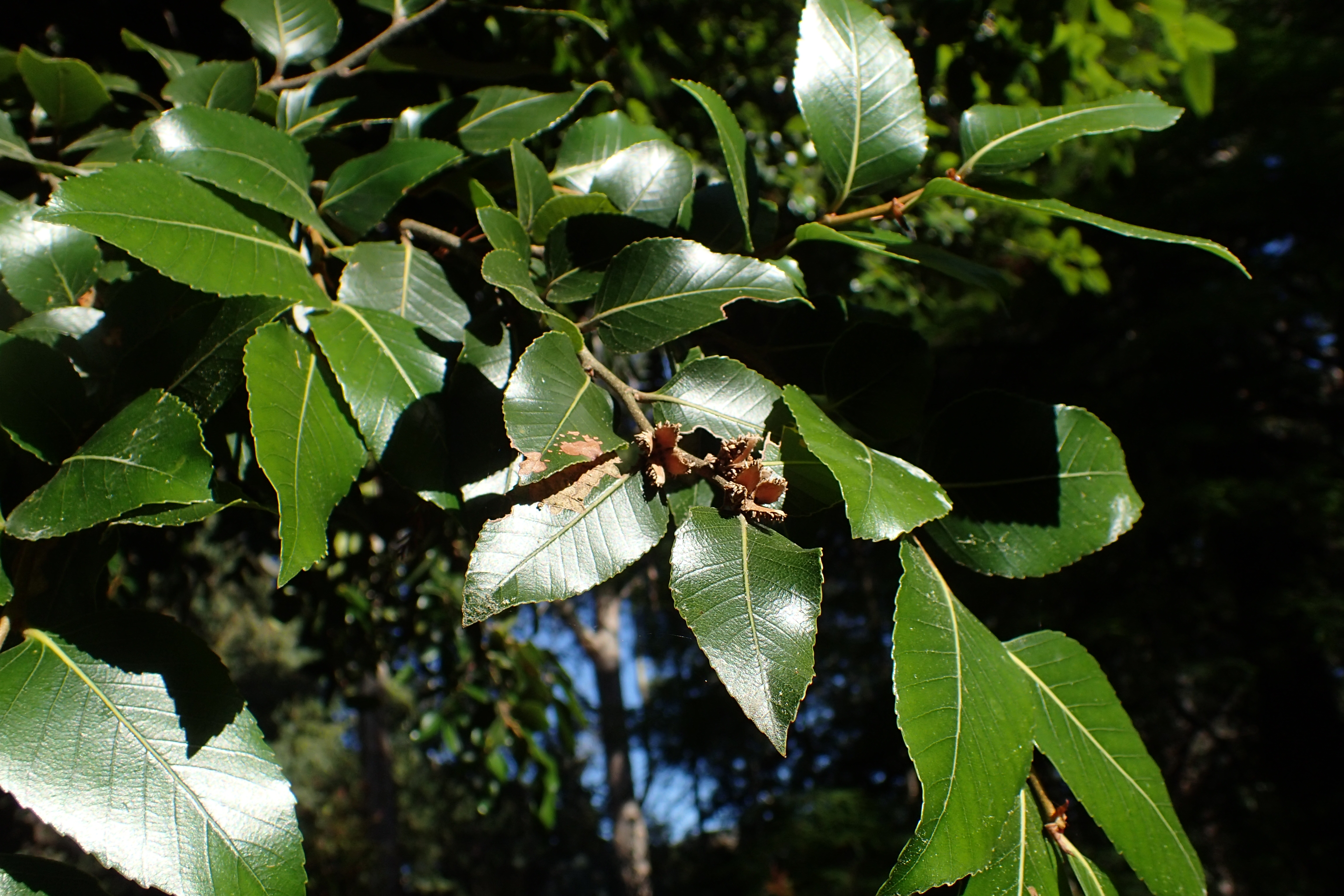
Liście i kupula Nothofagus moorei

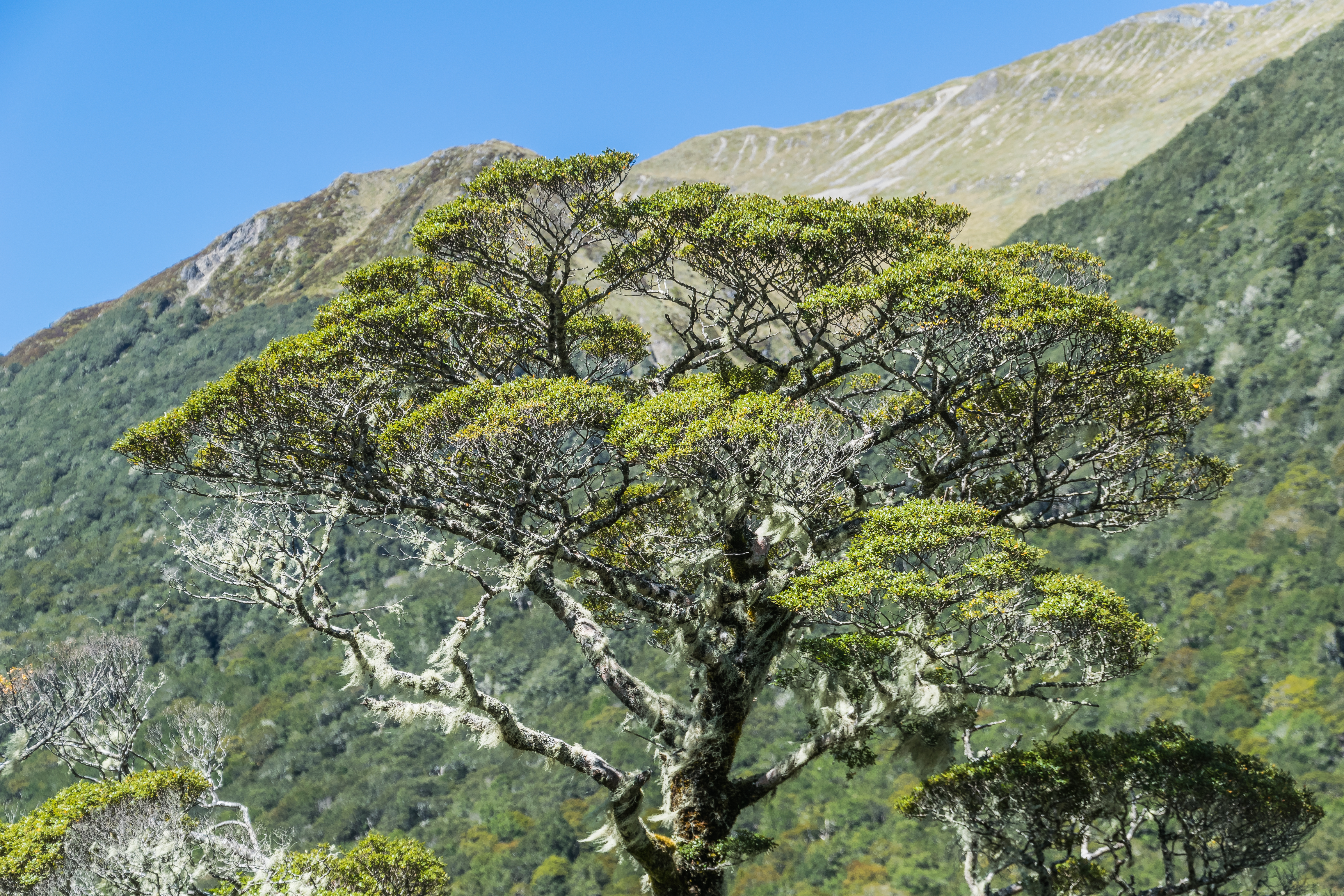
Korona Nothofagus solandri var. cliffortioides

PokrójZimozielone lub zrzucające liście drzewa i krzewy. Gatunek N. grandis dorasta do 50 m wysokości.
LiścieSkrętoległe, ułożone często na pędach w dwóch rzędach. Przylistki obecne. Blaszka liściowa pojedyncza, całobrzega, piłkowana lub podwójnie piłkowana.
KwiatyKwiaty męskie są najczęściej pojedyncze, lecz u niektórych gatunków mogą być zebrane maksymalnie po trzy w kwiatostany wierzchotkowate. Są siedzące lub wyrastają na bardzo krótkich szypułkach. Zawierają od 4 do 90 pręcików i okryte są 4–6 zrośniętymi listkami okrywy. Kwiaty żeńskie są siedzące lub krótkoszypułkowe, okryte trwałą kupulą. Dolna zalążnia jest zwieńczona krótką szyjką ze zwykle zagiętymi znamionami. W kwiatach często obecne są prątniczki. Podczas kwitnienia zalążki po prostu wybrzuszają się na zalążni i nie rozwijają się aż do zapylenia 9–10 tygodni później.
OwoceDwu- lub trójkanciaste orzechy okryte kupulą.
Rodzaje podobneRośliny z tego rodzaju podobne są do buka (Fagus).

## Systematyka
Pozycja systematyczna według Angiosperm Phylogeny Website (aktualizowany system APG IV z 2016)
Jedyny rodzaj z rodziny bukanowatych stanowiącej klad bazalny w rzędzie bukowców, należącym do kladu różowych w obrębie okrytonasiennych. W przeszłości włączany był do rodziny bukowatych, ale dowody molekularne spowodowały wyodrębnienie rodzaju Nothofagus w rodzinę bazalną dla całego rzędu bukowców.
|  | woskownicowate Myricaceae |
|  |                           |
|  | orzechowate Juglandaceae  |
|  |                           |

|  | rzewniowate Casuarinaceae                                                |
|  |                                                                          |
|  | \| \| brzozowate Betulaceae \| \| \| \| \| \| Ticodendraceae \| \| \| \| |
|  |                                                                          |
|  | brzozowate Betulaceae                                                    |
|  |                                                                          |
|  | Ticodendraceae                                                           |
|  |                                                                          |

|  | brzozowate Betulaceae |
|  |                       |
|  | Ticodendraceae        |
|  |                       |

|  | woskownicowate Myricaceae |
|  |                           |
|  | orzechowate Juglandaceae  |
|  |                           |

|  | rzewniowate Casuarinaceae                                                |
|  |                                                                          |
|  | \| \| brzozowate Betulaceae \| \| \| \| \| \| Ticodendraceae \| \| \| \| |
|  |                                                                          |
|  | brzozowate Betulaceae                                                    |
|  |                                                                          |
|  | Ticodendraceae                                                           |
|  |                                                                          |

|  | brzozowate Betulaceae |
|  |                       |
|  | Ticodendraceae        |
|  |                       |

|  | woskownicowate Myricaceae |
|  |                           |
|  | orzechowate Juglandaceae  |
|  |                           |

|  | rzewniowate Casuarinaceae                                                |
|  |                                                                          |
|  | \| \| brzozowate Betulaceae \| \| \| \| \| \| Ticodendraceae \| \| \| \| |
|  |                                                                          |
|  | brzozowate Betulaceae                                                    |
|  |                                                                          |
|  | Ticodendraceae                                                           |
|  |                                                                          |

|  | brzozowate Betulaceae |
|  |                       |
|  | Ticodendraceae        |
|  |                       |

|  | woskownicowate Myricaceae |
|  |                           |
|  | orzechowate Juglandaceae  |
|  |                           |

|  | rzewniowate Casuarinaceae                                                |
|  |                                                                          |
|  | \| \| brzozowate Betulaceae \| \| \| \| \| \| Ticodendraceae \| \| \| \| |
|  |                                                                          |
|  | brzozowate Betulaceae                                                    |
|  |                                                                          |
|  | Ticodendraceae                                                           |
|  |                                                                          |

|  | brzozowate Betulaceae |
|  |                       |
|  | Ticodendraceae        |
|  |                       |

|  | woskownicowate Myricaceae |
|  |                           |
|  | orzechowate Juglandaceae  |
|  |                           |

|  | rzewniowate Casuarinaceae                                                |
|  |                                                                          |
|  | \| \| brzozowate Betulaceae \| \| \| \| \| \| Ticodendraceae \| \| \| \| |
|  |                                                                          |
|  | brzozowate Betulaceae                                                    |
|  |                                                                          |
|  | Ticodendraceae                                                           |
|  |                                                                          |

|  | brzozowate Betulaceae |
|  |                       |
|  | Ticodendraceae        |
|  |                       |

|  | woskownicowate Myricaceae |
|  |                           |
|  | orzechowate Juglandaceae  |
|  |                           |

|  | rzewniowate Casuarinaceae                                                |
|  |                                                                          |
|  | \| \| brzozowate Betulaceae \| \| \| \| \| \| Ticodendraceae \| \| \| \| |
|  |                                                                          |
|  | brzozowate Betulaceae                                                    |
|  |                                                                          |
|  | Ticodendraceae                                                           |
|  |                                                                          |

|  | brzozowate Betulaceae |
|  |                       |
|  | Ticodendraceae        |
|  |                       |

|  | woskownicowate Myricaceae |
|  |                           |
|  | orzechowate Juglandaceae  |
|  |                           |

|  | rzewniowate Casuarinaceae                                                |
|  |                                                                          |
|  | \| \| brzozowate Betulaceae \| \| \| \| \| \| Ticodendraceae \| \| \| \| |
|  |                                                                          |
|  | brzozowate Betulaceae                                                    |
|  |                                                                          |
|  | Ticodendraceae                                                           |
|  |                                                                          |

|  | brzozowate Betulaceae |
|  |                       |
|  | Ticodendraceae        |
|  |                       |

|  | woskownicowate Myricaceae |
|  |                           |
|  | orzechowate Juglandaceae  |
|  |                           |

|  | rzewniowate Casuarinaceae                                                |
|  |                                                                          |
|  | \| \| brzozowate Betulaceae \| \| \| \| \| \| Ticodendraceae \| \| \| \| |
|  |                                                                          |
|  | brzozowate Betulaceae                                                    |
|  |                                                                          |
|  | Ticodendraceae                                                           |
|  |                                                                          |

|  | brzozowate Betulaceae |
|  |                       |
|  | Ticodendraceae        |
|  |                       |

Pozycja w systemie Reveala (1993-1999)
Gromada okrytonasienne Cronquist, podgromada Magnoliophytina Frohne & U. Jensen ex Reveal, klasa Rosopsida Batsch, podklasa oczarowe Takht., nadrząd Juglandanae Takht. ex Reveal, rząd bukowce Engl., rodzina bukanowate Kuprian.
Wykaz gatunków
- Nothofagus aequilateralis (Baum.-Bod.) Steenis, J. Arnold Arbor. 35: 266 (1954)
- Nothofagus alessandrii Espinosa, Revista Chilena Hist. Nat. 32: 175 (1928)
- Nothofagus alpina (Poepp. & Endl.) Oerst., Bidr. Egefam.: 24 (1872)
- Nothofagus antarctica (G.Forst.) Oerst., Bidr. Egefam.: 24 (1872) – bukan chilijski
- Nothofagus × apiculata (Colenso) Cockayne, Trans. & Proc. New Zealand Inst. 43: 172 (1910 publ. 1911)
- Nothofagus balansae (Baill.) Steenis, J. Arnold Arbor. 35: 266 (1954)
- Nothofagus baumanniae (Baum.-Bod.) Steenis, J. Arnold Arbor. 35: 266 (1954)
- Nothofagus betuloides (Mirb.) Oerst., Bidr. Egefam.: 24 (1872)
- Nothofagus brassii Steenis, Blumea 7: 146 (1952)
- Nothofagus carrii Steenis, Blumea 7: 147 (1952)
- Nothofagus codonandra (Baill.) Steenis, J. Arnold Arbor. 35: 266 (1954)
- Nothofagus crenata Steenis, Blumea 7: 147 (1952)
- Nothofagus cunninghamii (Hook.) Oerst., Skr. Vidensk.-Selsk. Christiana, Math.-Naturvidensk. Kl. 5(9): 355 (1873) – bukan Cunninghama
- Nothofagus discoidea (Baum.-Bod.) Steenis, J. Arnold Arbor. 35: 266 (1954)
- Nothofagus dombeyi (Mirb.) Oerst., Bidr. Egefam.: 24 (1872)
- Nothofagus flaviramea Steenis, Nova Guinea, n.s., 6: 281 (1955)
- Nothofagus fusca (Hook.f.) Oerst., Skr. Vidensk.-Selsk. Christiana, Math.-Naturvidensk. Kl. 5(9): 355 (1873)
- Nothofagus glauca (Phil.) Krasser, Ann. K. K. Naturhist. Hofmus. 11: 163 (1896)
- Nothofagus grandis Steenis, Blumea 7: 147 (1952)
- Nothofagus gunnii (Hook.f.) Oerst., Skr. Vidensk.-Selsk. Christiana, Math.-Naturvidensk. Kl. 5(9): 354 (1873)
- Nothofagus × leonii Espinosa, Revista Chilena Hist. Nat. 30: 268 (1926)
- Nothofagus macrocarpa (A.DC.) F.M.Vázquez & R.A.Rodr., Bot. J. Linn. Soc. 129: 81 (1999)
- Nothofagus menziesii (Hook.f.) Oerst., Skr. Vidensk.-Selsk. Christiana, Math.-Naturvidensk. Kl. 5(9): 355 (1873) – bukan Menziesa
- Nothofagus moorei (F.Muell.) Krasser, Ann. K. K. Naturhist. Hofmus. 11: 161 (1896)
- Nothofagus nitida (Phil.) Krasser, Ann. K. K. Naturhist. Hofmus. 11: 163 (1896)
- Nothofagus nuda Steenis, in Fl. Males. 7(2): 285 (1972)
- Nothofagus obliqua (Mirb.) Oerst., Bidr. Egefam.: 24 (1872)
- Nothofagus perryi Steenis, Blumea 7: 146 (1952)
- Nothofagus pseudoresinosa Steenis, Blumea 7: 147 (1952)
- Nothofagus pullei Steenis, Blumea 7: 146 (1952)
- Nothofagus pumilio (Poepp. & Endl.) Krasser, Ann. K. K. Naturhist. Hofmus. 11: 161 (1896)
- Nothofagus resinosa Steenis, Blumea 7: 147 (1952)
- Nothofagus rubra Steenis, Blumea 7: 147 (1952)
- Nothofagus rutila Ravenna, Onira 5: 1 (2000)
- Nothofagus solanderi (Hook.f.) Oerst., Skr. Vidensk.-Selsk. Christiana, Math.-Naturvidensk. Kl. 5(9): 355 (1873) – bukan Solandera
- Nothofagus starkenborghii Steenis, Blumea 7: 146 (1952)
- Nothofagus stylosa Steenis, Kew Bull. 41: 732 (1986)
- Nothofagus womersleyi Steenis, in Fl. Males. 7(2): 294 (1972)

## Zastosowanie
Bukany są istotnym źródłem drewna na półkuli południowej. Niektóre gatunki mają zastosowanie komercyjne także w zachodniej Europie i w północno-zachodniej Ameryce Północnej. Służą między innymi jako surowiec drzewny, jako drzewo do zastąpienia wiązu w krajobrazie (po epidemii holenderskiej choroby wiązu) lub także jako roślina ozdobna.